# Мълниезащита
Мълниезащита се наричат мерките и системите за предпазване на обекти (сгради, съоръжения и открити пространства) от директни попадения и/или вторичните въздействия на мълнии. Цялостната система е устроена да прихваща тези попадения и безопасно да провежда високото напрежение към земята. Повечето системи за мълниезащита са изградени от мълниеприемни гръмоотводни пръти, метални проводници и заземени електроди, които осигуряват ниско съпротивление за протичащия електрически ток в резултат на потенциалната разлика между електрическия заряд в облака и земята.

## История
Бенджамин Франклин монтира първият гръмоотвод на върха на една църква и цялото градче се е струпало в очакване на наближаващата буря. За радост на всички първата близка мълния е уловена успешно, без да предизвика обичайния пожар на дървената постройка. Известно е, че Сноу Харис през 1820 година, прави първите прототипи като на мачтата на кораба си, инсталира мълниезащитно въже. Книгата „Die Blitzgefahr“ („The danger of lightning“) или Опасност от мълниеразрядна дейност е публикувана в Берлин през 1886 година от електротехническия комитет в града. През 1901 г. е сформиран Британският изследователски комитет по мълниезащита, а три тодини по-късно Националната асицоация по противопожарна охрана. През 20-те години на двадесети век, в САЩ, Великобритания и други страни започва поставянето на стоманени мълниеотводи на по-значимите обществени сгради.. Освен разполагането на мълниезащитни системи върху сгради и съоръжение, започва въвеждането на мълниеприемници в морския транспорт. Във въздушния транспорт въвеждането на мълниезащитни методи. За самолетите преминаващи през облаци, носители на заряди е специфично корпусът на машината. Той е съставен от проводим материал, който създава скин ефект около самолета и така не допуска индуктирането на нежелано напрежение в самолета.. През 1970 година е представен прототипът на нов вид защита-„зона на сигурност“. По-късно този метод е наречен метод на търкаляща се сфера.

## Способи за защита
- мълниеприемници с изпреварващо действие
- Вентилни отводи
- Искрище
- Мълниезащитни въжета и мрежи
- метерологични ракети

## Развитие на съоръженията за мълниезащита
- 1752 Академия на Филаделфия и Pennsylvania State House, от Бенджамин Франклин
- 1754 Přímětice/Prenditz, манастир,
- 1760 Филаделфия, жилищна сграда от Mr. West, от Бенджамин Франклин
- 1733 – 1763 Дрезден, Дрезденски дворец, 1774 г. 1. подновяване
- 1765 Newbury (Berkshire), църква
- 1766 Plymouth, Leuchtturm
- 1769 Żagań, църква
- 1769 Хамбург, църквата Св. Якоби
- 1770 Виена, Пенцинг, църква
- 1776 Trippstadter Schloss, дворец
- 1779 Манхайм, жилищна сграда
- 1779 Хамбург, църквата Св. Петър
- 1780 Georg Christoph Lichtenberg в Гьотинген
- 1782 Виена, Narrenturm
- 1787 Винтертур, Heimatmuseum Lindengut, от Бенджамин Франклин